# André Deforge
André Deforge, né le 4 mars 1914 et mort le 24 janvier 1996, est un coureur cycliste français. Il a été champion de France amateur sur route en 1933, et vice-championnat du monde sur route amateur en 1934. Il remporte en 1939 le Critérium national de la route. L'année suivante, il se classe troisième de cette épreuve, et premier des militaires. Alors mobilisé, il écope de huit jours de prison à son retour à la caserne pour ne pas avoir demandé de permission pour se rendre à cette course.

## Palmarès

### Palmarès amateur
- 1932
  - Paris-Romorantin
  - Paris-Gien
  - 2e de Paris-Cayeux
- 1933
  -  Champion de France sur route amateurs
  - Paris-Romorantin
  - 2e de Paris-Amboise
  - 2e de Paris-Orléans
  - 3e de Paris-Laon
  - 3e de Paris-Dieppe
  - 7e du championnat du monde sur route amateurs
- 1934
  -  Champion de France interclubs
  - Paris-Château-Thierry
  - 2e de Paris-Cayeux
  - 2e de Paris-Verneuil
  -  Médaillé d'argent du championnat du monde sur route amateurs

### Palmarès professionnel
- 1935
  - 5e étape du Circuit de l'Ouest
- 1936
  - Paris-Verdun
- 1938
  - 3e du Grand Prix de Cannes
- 1939
  - Critérium national
  - 2e du Grand Prix de Cannes
  - 2e de Paris-Sedan
- 1940
  - 3e du Critérium national
- 1943
  - 3e du Critérium national